# Not an Addict
Not an Addict is een Engelstalige single van de Belgische band K's Choice uit september 1995.
De cd single bevatte geen andere nummers. De single verscheen op het album Paradise in Me.
De single werd een hit in de Verenigde Staten, Australië, Frankrijk, Wallonië en het Nederlandse taalgebied.
Not an Addict bereikte de vijfde plaats in de Alternative Songs-lijst van Billboard.
In Nederland werd de single destijds veel gedraaid op Radio 538, Hitradio Veronica, Radio 2 en Radio 3FM en werd een radiohit. De single bereikte de 19e positie in de Nederlandse Top 40 op Radio 538 en de 15e positie in de Mega Top 50 op Radio 3FM.
In thuisland België bereikte de single de 8e positie in zowel de Vlaamse Ultratop 50 als de Vlaamse Radio 2 Top 30. In Wallonië werd de 15e positie in de Waalse Ultratop 50 bereikt.

## Meewerkende artiesten
- Producer
  - Jean Blaute
  - Werner Pensaert (Mix, techniek & opname)
- Muzikanten
  - Bart Van Der Zeeuw (backing vocals, drums, percussie)
  - Eric Grossman (basgitaar)
  - Erik Verheyden (basgitaar)
  - Evert Verhees (basgitaar)
  - Gert Bettens (gitaar, klavier, zang)
  - Jan Van Sichem (gitaar)
  - Kevin Mulligan (pedal-steelgitaar)
  - Koen Lieckens (drums)
  - Rubio Strijkkwartet
  - Sam Bettens (gitaar, zang)
  - Vincent Pierins (basgitaar)
  - David Haas (gesproken woord)

## NPO Radio 2 Top 2000
| Nummer met noteringen in de NPO Radio 2 Top 2000 | '12  | '13 | '14 | '15 | '16 | '17 | '18 | '19 | '20 | '21 | '22 | '23 | '24 |
| ------------------------------------------------ | ---- | --- | --- | --- | --- | --- | --- | --- | --- | --- | --- | --- | --- |
| Not an Addict                                    | 1972 | 885 | 637 | 536 | 431 | 464 | 751 | 719 | 668 | 707 | 798 | 804 | 923 |

1. ↑  Een vetgedrukt getal geeft de hoogste notering aan.
2. ↑  2012 was het eerste jaar met een notering voor dit nummer.